# Pekubuan
Pekubuan is een bestuurslaag in het regentschap Langkat van de provincie Noord-Sumatra, Indonesië. Pekubuan telt 4798 inwoners (volkstelling 2010).